# Leščak
Leščak je priimek več znanih Slovencev:

## Znani nosilci priimka
- Filip Leščak (*1960), judoist in trener